# Kanton Bar-le-Duc-Sud
Der Kanton Bar-le-Duc-Sud war von 1973 bis 2015 ein französischer Wahlkreis. Er lag im Arrondissement Bar-le-Duc, im Département Meuse und in der Region Lothringen. Sein Hauptort war Bar-le-Duc.

## Gemeinden
Der Kanton umfasste vier Gemeinden und einen Teil der Stadt Bar-le-Duc:
| Gemeinde               | Einwohner Jahr | Fläche km² | Bevölkerungsdichte | Code INSEE | Postleitzahl |
| ---------------------- | -------------- | ---------- | ------------------ | ---------- | ------------ |
| Bar-le-Duc             | 15.950 (2013)  | 23,62      | 675 Einw./km²      | 55029      | 55000        |
| Combles-en-Barrois     | 848 (2013)     | 10,26      | 83 Einw./km²       | 55120      | 55000        |
| Robert-Espagne         | 832 (2013)     | 7,33       | 114 Einw./km²      | 55435      | 55000        |
| Savonnières-devant-Bar | 484 (2013)     | 5,16       | 94 Einw./km²       | 55476      | 55000        |
| Trémont-sur-Saulx      | 621 (2013)     | 11,9       | 52 Einw./km²       | 55514      | 55000        |